# Modrič, Laško
Modrič je naselje v Občini Laško.